# Gmina Harrison (hrabstwo Adair)
Gmina Harrison (ang. Harrison Township) – gmina w USA, w stanie Iowa, w hrabstwie Adair. Według danych z 2020 roku gmina miała 178 mieszkańców.